# Смілка рясноцвіта
Смілка рясноцвіта, смілка багатоквіткова (Silene multiflora) — вид рослин з родини гвоздикових (Caryophyllaceae); зростає у центральній і східній Європі, Казахстані, Сибіру.

## Опис
Багаторічна рослина 30–60 см. Чашечки 10–15 мм довжиною, циліндрично-булавоподібні. Пелюстки жовтувато-зелені, з 2-роздільними пластинками. Коробочки 7–8 мм завдовжки.

## Поширення
Поширений у центральній і східній Європі, Казахстані, Сибіру.
В Україні вид зростає у степу, на луках, солонцюватих схилах — у Лісостепу та Степу, спорадично.